# Bröcklingtjärnen
Bröcklingtjärnen är en sjö i Bräcke kommun i Jämtland och ingår i Ljungans huvudavrinningsområde. Sjön har en area på 0,143 kvadratkilometer och ligger 357 meter över havet.

## Delavrinningsområde
Bröcklingtjärnen ingår i det delavrinningsområde (695789-148479) som SMHI kallar för Mynnar i Revsundssjön. Medelhöjden är 398 meter över havet och ytan är 15,32 kvadratkilometer. Det finns ett avrinningsområde uppströms, och räknas det in blir den ackumulerade arean 26,88 kvadratkilometer. Sösjöbäcken som avvattnar avrinningsområdet har biflödesordning 3, vilket innebär att vattnet flödar genom totalt 3 vattendrag innan det når havet efter 196 kilometer. Avrinningsområdet består mestadels av skog (79 procent). Avrinningsområdet har 0,3 kvadratkilometer vattenytor vilket ger det en sjöprocent på 1,9 procent. Bebyggelsen i området täcker en yta av 0,27 kvadratkilometer eller 2 procent av avrinningsområdet.